# Freebase
Freebase era una gran base de coneixement col·laborativa formada per dades compostes principalment pels membres de la seva comunitat. Es tractava d'una col·lecció en línia de dades estructurades recollides de moltes fonts, incloses les contribucions wiki individuals enviades pels usuaris. Freebase pretenia crear un recurs global que permetés a les persones (i a les màquines) accedir a la informació comuna de manera més eficaç. Va ser desenvolupat per l'empresa de programari nord-americana Metaweb i s'executa públicament a partir del març de 2007. Metaweb va ser adquirida per Google en una venda privada anunciada el 16 de juliol de 2010. El Knowledge Graph de Google està impulsat en part per Freebase.
Durant la seva existència, les dades de Freebase estaven disponibles per a ús comercial i no comercial sota una llicència d'atribució de Creative Commons, i es proporciona una API oberta, un punt final RDF i un bolcat de base de dades per als programadors.
El 16 de desembre de 2014, Google va anunciar que tancaria Freebase durant els sis mesos següents i ajudaria amb el trasllat de les dades de Freebase a Wikidata.
El 16 de desembre de 2015, Google va anunciar oficialment l'API Knowledge Graph, que pretén ser un reemplaçament de l'API Freebase. Freebase.com es va tancar oficialment el 2 de maig de 2016.
Tant Graphd com MQL, la base de dades de gràfics i el llenguatge de consulta basat en JSON desenvolupat per Metaweb per a Freebase, són de codi obert de Google sota la llicència Apache 2.0 i estan disponibles a GitHub. Graphd és de codi obert el 8 de setembre de 2018. MQL és de codi obert el 4 d'agost de 2020.

## Visió general
El 3 de març de 2007, Metaweb va anunciar Freebase, descrivint-lo com "una base de dades compartida oberta del coneixement del món" i "una base de dades massiva i editada de manera col·laborativa de dades entrecreuades". Sovint entès com un model de base de dades que utilitza la Viquipèdia convertida en base de dades o model de relació d'entitats, Freebase va proporcionar una interfície que permetia als no programadors omplir dades estructurades, o metadades, d'informació general i categoritzar o connectar elements de dades de manera significativa i semàntica. maneres.
Descrit per Tim O'Reilly al llançament, "Freebase és el pont entre la visió de baix a dalt de la intel·ligència col·lectiva Web 2.0 i el món més estructurat de la web semàntica".
Freebase contenia dades recollides de fonts com Viquipèdia, NNDB, Fashion Model Directory i MusicBrainz, així com dades aportades pels seus usuaris. Les dades estructurades estaven sota llicència Creative Commons Attribution, i es proporciona una API HTTP basada en JSON als programadors per desenvolupar aplicacions en qualsevol plataforma per utilitzar les dades de Freebase. El codi font de la pròpia aplicació Metaweb és propietari.
Freebase va funcionar amb una infraestructura de bases de dades creada internament per Metaweb que utilitza un model de gràfics: en lloc d'utilitzar taules i claus per definir estructures de dades, Freebase va definir la seva estructura de dades com un conjunt de nodes i un conjunt d'enllaços que establien relacions entre els nodes.. Com que la seva estructura de dades no era jeràrquica, Freebase podia modelar relacions molt més complexes entre elements individuals que una base de dades convencional, i estava obert als usuaris per introduir nous objectes i relacions al gràfic subjacent. Les consultes a la base de dades es realitzen en Metaweb Query Language (MQL) i es serveixen per un triplestore anomenat graphd.

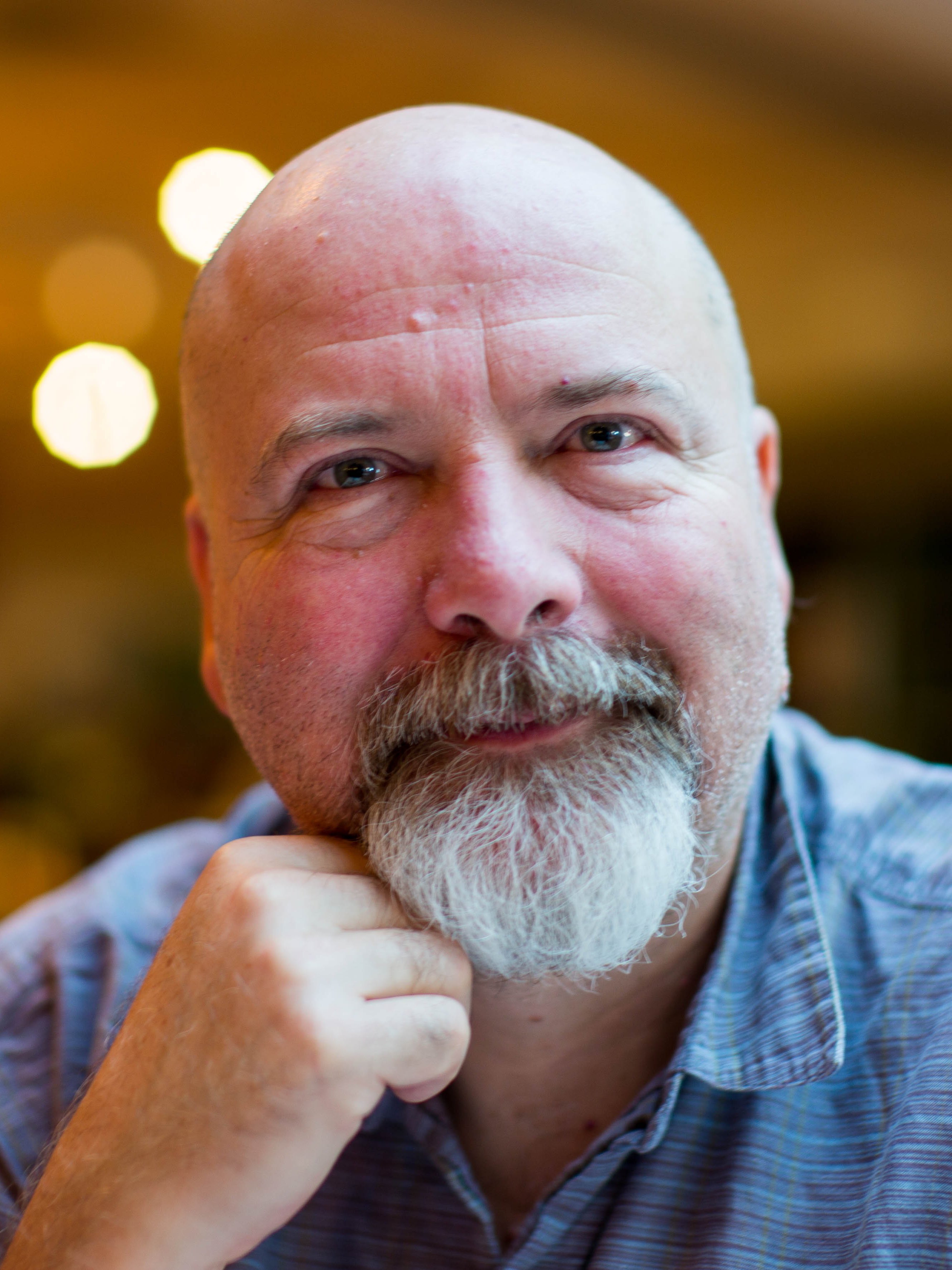
Danny Hillis

## Desenvolupament
Danny Hillis va descriure per primera vegada la seva idea per crear una xarxa de coneixement que va anomenar Aristòtil en un article l'any 2000, però va dir que no va intentar construir el sistema fins que no havia contractat experts tècnics. Veda Hlubinka-Cook, un expert en informàtica paral·lela, es va convertir en el vicepresident executiu de producte de Metaweb. Kurt Bollacker va aportar una gran experiència en sistemes distribuïts, disseny de bases de dades i recuperació d'informació al seu paper de científic en cap de Metaweb. John Giannandrea, abans tecnòleg en cap de Tellme Networks i tecnòleg en cap del grup de navegadors web de Netscape /AOL, va ser director de tecnologia.

## Suspensió
El 16 de desembre de 2014, l'equip de Freebase va anunciar oficialment que el lloc web i l'API es tancarien abans del 30 de juny de 2015. Google va proporcionar una actualització el 16 de desembre de 2015 que interrompria l'API i el giny de Freebase tres mesos després que es va llançar una substitució del giny de Suggeriment a principis de 2016.